# مایکل دادیکوف
مایکل دادیکوف (انگلیسی: Michael Dudikoff؛ زادهٔ ۸ اکتبر ۱۹۵۴) یک رزمی کار و هنرپیشه اهل ایالات متحده آمریکا است.
پدر وی اهل روسیه و مادرش فرانسوی-کانادایی بودند.
این بازیگر در فیلم‌های فراوانی بازی کرده‌است که از میان آنها می‌توان به فیلم :نینجای آمریکایی ۴، رویاهای رادیواکتیو، شجاعت غیرمعمول، پارتی مجردی اشاره کرد.